# Акмянес Цементас (футбольний клуб)
Футбольний клуб «Акмянес Цементас» (лит. VšĮ Akmenės futbolas; Futbolo klubas Akmenės Cementas) — литовський футбольний клуб з Науйої-Акмяне, заснований у 1958 році. Виступає у ІІ лізі. Домашні матчі приймає на Міському стадіоні, місткістю 500 глядачів.

## Історія назв
- 1958 — Науйосіус Акмянес Цементо Гамикла;
- 1960 — «Цементінінкас» Науйої-Акмяне;
- 1973 — «Цементас» Науйої-Акмяне;
- 1990 — «Цементінінкас» Науйої-Акмяне;
- 1996 — ФК «Акмяне» Науйої-Акмяне;
- 2004 — СК «Акмяне» Науйої-Акмяне;
- 2006 — Акмянеський СК «Шяуляй-3»;
- 2008 — СК «Акмянес»;
- 2011 — ФК «Акмяне» Науйої-Акмяне;
- 2015 — ФК «Акмянес Цементас».

## Досягнення
- Кубок Литви
  - Володар (1): 1961.